# Giorgi Nemsadze
Giorgi Nemsadze (gruz. გიორგი ნემსაძე, ur. 10 maja 1972 w Tbilisi) – piłkarz gruziński grający na pozycji pomocnika. W swojej karierze rozegrał 69 meczów w reprezentacji Gruzji.

## Kariera klubowa
Karierę piłkarską Nemsadze rozpoczął w klubie Dinamo Tbilisi. W 1989 roku zadebiutował w barwach Dinama w radzieckiej ekstraklasie. W latach 1990–1991 grał w barwach Dinama (występującego pod nazwą Iberia) w nowo powstałej lidze gruzińskiej, którą Dinamo dwukrotnie z rzędu wygrywało. W 1991 roku Nemsadze przeszedł do Gurii Lanczchuti, natomiast w sezonie 1992/1993 występował w Szewardeni Tbilisi. W 1993 roku wrócił do Dinama, w którym grał przez dwa sezony. Zarówno w 1994, jak i 1995 wywalczył z Dinamem dublet - mistrzostwo oraz puchar kraju.
W 1995 roku Nemsadze został zawodnikiem grającego w niemieckiej Regionallidze, FC Homburg. W 1996 roku odszedł do tureckiego Trabzonsporu. Z kolei w 1997 roku został zawodnikiem Grasshoppers Zurych. W sezonie 1997/1998 wywalczył z nim mistrzostwo Szwajcarii. Wiosną 1999 grał w Reggianie, w Serie B.
W 1999 roku Nemsadze wrócił do Gruzji i najpierw przez pół sezonu grał w Lokomotiwi Tbilisi, a następnie w Dinamie Tbilisi. Z Lokomotiwi zdobył Puchar Gruzji. W 2000 roku przeszedł do szkockiego Dundee FC. W 2004 roku wrócił do Dinama. W sezonie 2004/2005 wywalczył z Dinamem tytuł mistrza kraju, a w 2006 roku zakończył karierę.
| Sezon   | Klub                | Kraj       | Rozgrywki      | Mecze | Bramki |
| ------- | ------------------- | ---------- | -------------- | ----- | ------ |
| 1989    | Dinamo Tbilisi      | ZSRR       | Wysszaja Liga  | 5     | 0      |
| 1990    | Iberia Tbilisi      | Gruzja     | Umaglesi Liga  | 17    | 3      |
| 1991    | Iberia Tbilisi      | Gruzja     | Umaglesi Liga  | 13    | 1      |
| 1991/92 | Guria Lanczchuti    | Gruzja     | Umaglesi Liga  | 34    | 4      |
| 1992/93 | Szewardeni Tbilisi  | Gruzja     | Umaglesi Liga  | 32    | 9      |
| 1993/94 | Dinamo Tbilisi      | Gruzja     | Umaglesi Liga  | 31    | 10     |
| 1994/95 | Dinamo Tbilisi      | Gruzja     | Umaglesi Liga  | 16    | 1      |
| 1995/96 | FC Homburg          | Niemcy     | Regionalliga   | 29    | 2      |
| 1996/97 | Trabzonspor         | Turcja     | Süper Lig      | 32    | 1      |
| 1997/98 | Grasshoppers Zurych | Szwajcaria | Nationalliga A | 24    | 2      |
| 1998/99 | Grasshoppers Zurych | Szwajcaria | Nationalliga A | 3     | 0      |
| 1998/99 | Reggiana            | Włochy     | Serie B        | 6     | 0      |
| 1999/00 | Lokomotiwi Tbilisi  | Gruzja     | Umaglesi Liga  | 3     | 0      |
| 1999/00 | Dinamo Tbilisi      | Gruzja     | Umaglesi Liga  | 6     | 2      |
| 2000/01 | Dundee FC           | Szkocja    | Premier League | 35    | 2      |
| 2001/02 | Dundee FC           | Szkocja    | Premier League | 11    | 1      |
| 2002/03 | Dundee FC           | Szkocja    | Premier League | 24    | 1      |
| 2003/04 | Dundee FC           | Szkocja    | Premier League | 9     | 0      |
| 2004/05 | Dinamo Tbilisi      | Gruzja     | Umaglesi Liga  | 8     | 1      |
| 2005/06 | Dinamo Tbilisi      | Gruzja     | Umaglesi Liga  | 8     | 1      |

## Kariera reprezentacyjna
W reprezentacji Gruzji Nemsadze zadebiutował 2 września 1992 roku w przegranym 0:1 towarzyskim meczu z Litwą, rozegranym w Kownie. W swojej karierze grał w: eliminacjach do Euro 96, MŚ 1998, Euro 2000, MŚ 2002 i Euro 2004. Od 1992 do 2004 roku rozegrał w kadrze narodowej 69 meczów.